# Cettia brunnifrons
Cettia brunnifrons là một loài chim trong họ Cettiidae.